# Улятка
Уля́тка — станция (населённый пункт) в Сковородинском районе Амурской области России. Входит в городское поселение Рабочий посёлок (пгт) Уруша.

## География
Станция Улятка расположена на Транссибе в 103 км к западу от районного центра, города Сковородино, и в 36 км от центра городского поселения, пгт Уруша. Автодорога Чита — Хабаровск проходит в 1,5 км севернее населённого пункта.

## История
Ж.д.станция основана в 1910 г. при строительстве Западно-Амурского участка Транссибирской ж.д.магистрали.

## Топонимика
Название эвенкийского происхождения от слова «улэт» со значением «имя эвенкийского рода»; другой вариант с эвенкийского «улят, улэт» со значением «икра». Станция расположена в верховьях р. Улятка, где река мелкая и небольшая, поэтому можно легко увидеть, как рыба мечет икру.

## Население
| 2002 | 2010 | 2012 | 2013 | 2014 | 2015 | 2016 |
| ---- | ---- | ---- | ---- | ---- | ---- | ---- |
| 21   | ↘0   | →0   | →0   | →0   | →0   | →0   |
| 2017 | 2018 | 2021 |      |      |      |      |
| →0   | →0   | →0   |      |      |      |      |

## Инфраструктура
- Станция Улятка на Транссибе (Забайкальская железная дорога).